# Девочки (фильм, 2005)
«Девочки» — российский документальный фильм 2005 года режиссёра Валерии Гай Германики.

## Сюжет
В центре сюжета — несколько летних дней из жизни трёх московских девочек на пороге «взрослой жизни».
Фильм начинается с того, что главные героини ссорятся в магазине из-за того, что не могут решить, что купить из алкогольных напитков. После их приобретения они идут «расслабляться»: катаются на тарзанке, общаются, танцуют и купаются на берегу озера/реки вместе с мальчиками.
В следующем эпизоде показано, как Саше, героине фильма, делают пирсинг. Далее подруги собираются на лестничной клетке многоэтажки и «курят травку», которая «курится через бутылку». От неё, по мнению подруг, у Саши начинается «истерика». Один из жильцов дома, обнаружив их около своей квартиры, даёт им наставление.
Следующий довольно длинный эпизод посвящён тому, как Катя отправляется в центр Москвы получать паспорт в связи с наступлением 14-летия. С радостью она сообщает об этом своим подругам. После героини вновь собираются на лестничной клетке многоэтажки и обсуждают волнующие их проблемы. Катя ссорится и начинает драться, она подавлена и желает покончить жизнь самоубийством с помощью ножа, который ей даёт Саша. Когда Катя успокаивается, подруги начинают исполнять песни «Ничего не обещай» и «Rastaman».
В последнем эпизоде показано, как главные героини встречают «День знаний».

## В главных ролях
| Актёр                | Роль                    |
| -------------------- | ----------------------- |
| Екатерина Полтавцева | Катя, играет саму себя  |
| Александра Шугаева   | Саша, играет саму себя  |
| Светлана Самойлова   | Света, играет саму себя |

## Оценка
Фильм попал в программу фестиваля «Кинотавр», где получил приз за лучшую короткометражную киноленту, а также был показан в рамках «Дня России» на 59-м Каннском кинофестивале.
Главный приз на фестивале «Кинотеатр.doc» (2006).